# 丹羽氏次
丹羽 氏次（にわ うじつぐ）は、戦国時代から安土桃山時代にかけての武将、大名。氏次系丹羽家初代。

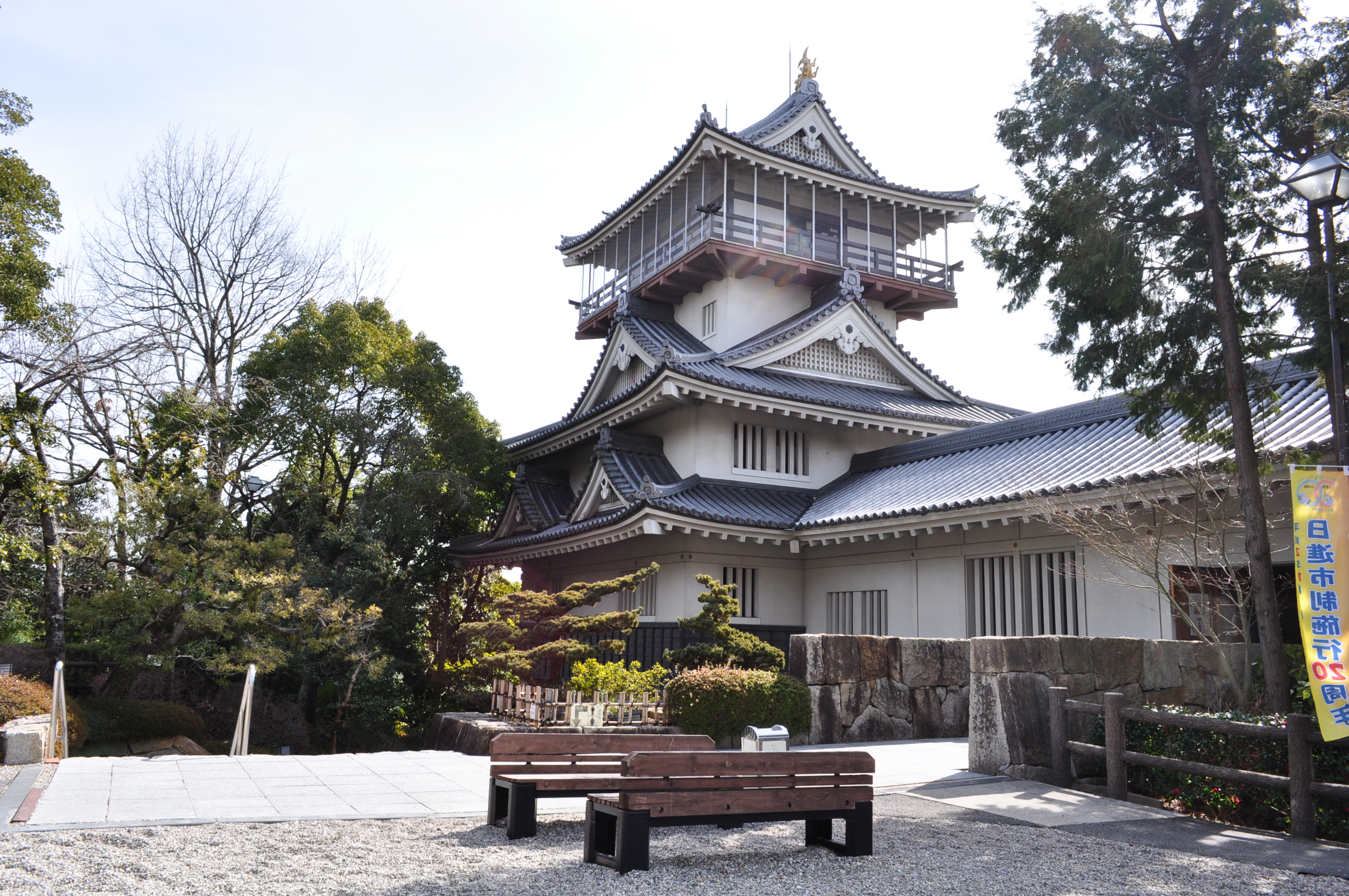
岩崎城（2014年2月13日撮影）

## 生涯
天文19年（1550年）、丹羽氏勝の長男として尾張国岩崎（現・愛知県日進市岩崎町）に生まれる。父の後を継いで織田信長に仕えた。天正8年（1580年）に父・氏勝が信長の勘気を被って追放されているが、氏次にはその影響は及ばなかったようで、以後、織田信忠の家臣として仕え、天正10年（1582年）の甲州征伐では木曾義昌・織田長益らと共に信忠軍団の一員として武田領内へ侵攻している。
本能寺の変で信長が死去した後はその次男・信雄に仕えて各地で武功を挙げたが、信雄と対立してその勘気を被ったため、翌天正11年（1583年）に徳川家康の家臣となった。天正12年（1584年）の小牧・長久手の戦いでは岩崎城を弟・氏重に守らせ、自身は家康に従って小牧に赴いて武功を挙げた。しかしこのとき、池田恒興と森長可の猛攻を受けて氏重は討ち死にしている（岩崎城の戦い）。
その後、家康の取り成しで再び信雄に仕え、伊勢国内に7千石を与えられた。しかし小田原征伐後に信雄が改易されると、再び家康の下で仕えようと豊臣秀吉に懇願したが、秀吉の命により豊臣秀次に仕えることとなる。このとき、長男・氏資を家康に仕えさせている。慶長5年（1600年）の関ヶ原の戦いでは氏次は東軍に属し、家康より尾張・三河を結ぶ重要拠点・岩崎城の守備固めを命じられる。また家康の命により西軍石田三成に味方する岩村城主田丸直昌（直昌本人は大坂城を守備）の攻撃に備えるため妻木頼忠の妻木城の防備を強化する工事のため数百人の人夫を送った。その後、関ヶ原本戦にも参加した功により、三河国伊保に1万石を与えられ、その初代藩主となった。

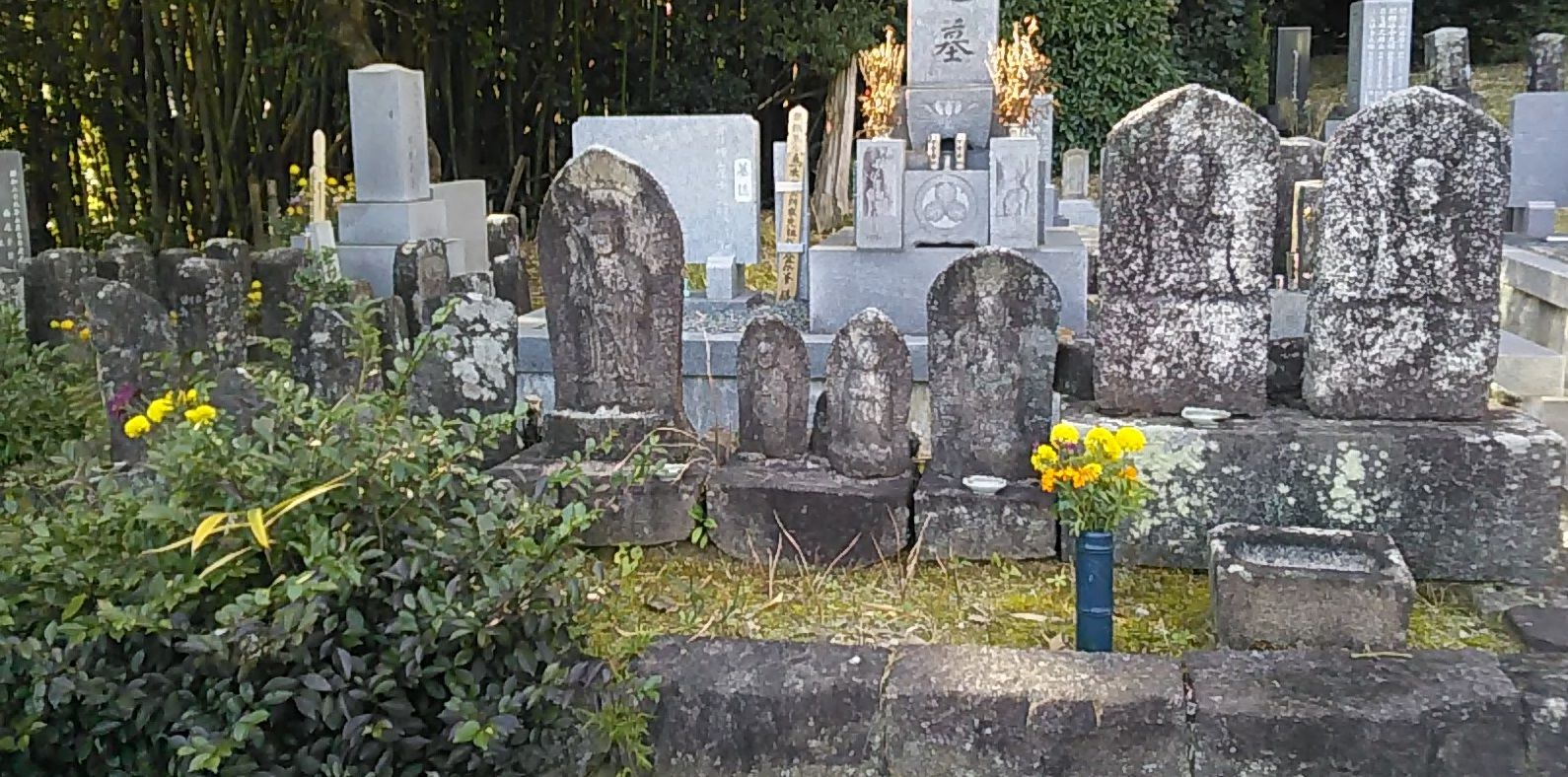
日進市妙仙寺の丹羽一族の墓

翌慶長6年（1601年）3月19日に死去。享年52（53との異説もある）。跡を次男・氏信が継いだ。

## 逸話
- 所用していた大身笹穂槍（銘正利、16世紀中頃美濃国、千子派（村正）出身で坂倉関派の刀工）で敵を突き刺した際、敵の鎧を貫き、背後の岩壁まで達したため、氏次のこの槍は「岩突槍」とも称された[7]。

## 系譜
- 父：丹羽氏勝
- 母：丹羽氏勝継室
- 正室：鈴木重信(重直)娘 (？-1581)  - 酒井忠勝の母方伯母
  - 長男：丹羽氏資 (？-1599)
- 継室：加藤忠景の娘 (？-1642)
  - 次男：丹羽氏信 (1590-1646)
- 継室：
  - 三男：
  - 長女： (？-1661)